# Космос-364
Космос-364 је један од преко 2400 совјетских вјештачких сателита лансираних у оквиру програма Космос.
Космос-364 је лансиран са космодрома Плесецк, СССР, 22. септембра 1970. Ракета-носач Р-7 Семјорка (рус. Семёрка) (8К71, НАТО ознака SS-6 Sapwood) са додатим степеном је поставила сателит у орбиту око планете Земље. Маса сателита при лансирању је износила 4000 килограма. Космос-364 је био осматрачки сателит.